# 岱里站
岱里站（韓語：대리역）是朝鮮民主主義人民共和國平壤江东郡的一個鐵路車站，属于三登煤礦線。

## 邻近车站
三登煤礦線
三登站 - 岱里站